# 甲田浩
甲田 浩（こうだ　ひろし）は日本の実業家。ニューオータニ代表取締役副社長、ホテルニューオータニ総支配人などを務めた日本を代表するホテル・マネジメント業務の第一人者。コーネル大学卒。

## 経歴
ホテル経営学の名門校であるコーネル大学を卒業後、1964年にニューオータニに入社。企画課長、営業部長、専務取締役、ホテルニューオータニ大阪総支配人などを歴任し、2000年にニューオータニ代表取締役副社長兼ホテルニューオータニ総支配人に就任。

## その他
- Cornell Hotel Society Japan - 前日本地区代表、現顧問
- 立教大学観光学科 - 教授（ホテル産業経営論）
- 明海大学ホスピタリティ・ツーリズム学部 - 客員教授

## 参照
- 立教大学 | 観光学部 | 立教生による講義レポート！